# Jaśkowo (osada)
Jaśkowo (niem. Jäskendorf) – osada w Polsce, położona w województwie warmińsko-mazurskim, w powiecie iławskim, w gminie Zalewo. Dawniej znajdowała się w powiecie morąskim.
W latach 1975–1998 miejscowość należała administracyjnie do województwa olsztyńskiego. Wieś nad jeziorem Jaśkowskim, powstała w 1308 r. W latach 1660–1747 należała do rodu Jaskich, później do Fickensteinów – magnackiej rodziny pochodzącej z tego regionu.
We wsi znajduje się murowano-drewniany kościół oraz późnobarokowy pałac z parkiem krajobrazowym.

## Historia
Wieś założona został na dawnych terenach osadniczych Prusów. Śladem tego okresu jest las nad Jeziorem Jaśkowskim, noszący nazwę Tempelwald (Święty Gaj), później zwany Vierruthen Wald. Dwa kilometry na północ od wsi, nad Jeziorem Młyńskim, znajdują się pozostałości po grodzisku pruskim. Natomiast około 1,5 km na zachód odkryto zniszczony kurhan z młodszej epoki brązu.
Wieś czynszowa lokowana na prawie chełmińskim na 60 włókach w 1308 r. przez komtura dzierzgońskiego Sieghadta von Schwarzburga. Zasadźca – Henryk Bartmann – otrzymał 6 włók wolnych i prawo prowadzenia karczmy oraz połowu ryb w Jeziorze Jaśkowskim. Prawo łowienia ryb w jeziorze uzyskali także mieszkańcy wsi.
Po wojnie trzynastoletniej majątek w Jaskowie przeszedł w ręce rycerzy zaciężnych. Najpierw właścicielem był Paul von Fasolt (XVI w.). W latach 1660–1747 majątek należał do rodziny Köhne von Jaski (po latach zmienili nazwisko na von Jäskendorf), na krótko przeszedł w ręce von Korffów.
W roku 1747 majątek przeszedł w posiadanie rodu von Schönaich. Ród wywodził się ze Śląska. Pruskim protoplastą tego rodu był Hans Schönaich – dowódca wojsk zaciężnych, który w 1470 r. za udział w wojnie trzynastoletniej od Wielkiego Mistrza otrzymał dobra ziemskie w pobliskich Karnitach (duże dobra z siedzibą w Borecznie). Według niektórych źródeł jego potomek Zygmunt, pod swoim polskim nazwiskiem Krasnodębski, walczył ze Szwedami po stronie króla Polski.
Od 1791 znalazł się we władaniu hrabiów Finck von Finckenstein (do 1945 r.). Był to stary ród pochodzenia pruskiego, władający m.in. dobrami i zamkiem w Szymbarku (k. Iławy) i barokowym pałacem w Kamieńcu (Finckenstein). Linia ta wywodziła się z Dąbrówna i posiadała dobra w pobliskiej wsi Gubławki. Jeden z właścicieli Jaśkowa – Georg Konrad Finck von Finckenstein (starosta morąski, obelisk poświęcony jemu znajdował się do 1945 r. przed pałacem Dohnów w Morągu) wraz z Andreasem Köhne był założycielem Towarzystwa Fizyczno-Ekonomicznego, przeniesionego później do Królewca. Finckensteinowie utworzyli na dobrach w Jaśkowie majorat i powiększyli obszar własności ziemskiej prawie do 2 tys. ha. Do majątku należały cztery folwarki i cegielnia. Około roku 1900 majorat w Jaskowie obejmował 128 włók, potem powiększono także o majorat Szymonowo z folwarkami Dziśnity o łącznym obszarze 102 włóki oraz Gubławki (25 włók).
Kościół zbudowano prawdopodobnie jeszcze przed reformacją. Większość pastorów pochodziła z Mazur. Nabożeństwa w XVII i XVIII w. odbywały się w języku polskim.
Do roku 1945 we wsi była szkoła jednoklasowa. Uczęszczały do niej dzieci z folwarków: Nowe Jaśkowo, Surzyki Małe oraz gajówki Rozdroże.
W 1782 r. w Jaśkowie odnotowano 26 domów, w 1818 było już 38 domów i 318 mieszkańców. W 1858 r. we wsi było 24 gospodarstwa domowe i 324 osób. W 1939 roku gmina Jaśkowo liczyła 88 gospodarstw domowych i 407 mieszkańców. 339 osób utrzymywało się z rolnictwa lub leśnictwa, 17 z pracy w przemyśle lub rzemiośle, 6 – z pracy w handlu i komunikacji. Trzy gospodarstwa mieściły się w klasie wielkości 0,5-5 ha i jedno miało powierzchnie w klasie ponad 100 ha.
W roku 1973 jako majątek Jaśkowo należało do powiatu morąskiego, gmina Zalewo, poczta Janiki Wielkie.

## Zabytki
- Dwór w Jaśkowie, barokowy z 1726 r., w 1776 przebudowany. W zespole dwie oficyny: barokowo-klasycystyczna z drugiej połowy XVIII w. i klasycystyczna z pierwszej połowy XIX w. Całość otoczona parkiem. Dwór został wzniesiony w 1721 r. (według innych źródeł w 1726 r.), gdy właścicielem był Köhne von Jaski. Przebudowany został w 1776 r. Założenie usytuowane zostało po wschodniej stronie drogi, biegnącej wzdłuż Jeziora Jaśkowskiego, w otoczeniu parku. Dwór elewacją boczną (zachodnią) zwrócony jest w kierunku jeziora, elewacja frontowa skierowana jest na południe. Dwór po pożarze w XIX w. został odbudowany (do stanu pierwotnego). Wystrój wnętrza zmieniono na klasycystyczny. Obiekt założony na planie prostokąta, jednokondygnacyjny z użytkowym poddaszem, z dwupiętrowym ryzalitem na osi, pokryta dachem mansandrowym. Obustronny ryzalit zwieńczony jest trójkątnymi szczytami, z których ten od ogrody ozdobiony jest herbem Finckensteinów. W narożu utworzonym poprzez dobudowę skrzydła, usytuowano duży taras z ozdobną balustradą. W szczycie elewacji zachodniej znajduje się drewniana facjata z dużym oknem – być może była to letnia pracownia malarska. Dwór jest budowlą barokową. W dwutraktowych wnętrzach zachowały się kominki, stiukowe i malarskie dekoracje sufitów. Najciekawsze znajdują się w dawnym salonie i dawnej jadalni. Z dawnego wystroju zachowały się wielkie, malowane panneau z motywami krajobrazowymi i ornamentami roślinnymi. Były one konserwowane w latach osiemdziesiątych, obecnie w posiadaniu Ministerstwa Obrony Narodowej. Po 1945 r. dwór pełnił funkcję wojskowego ośrodka wczasowego. Później był we władaniu Stadniny Koni w Pękinach, obecnie jest własnością prywatną, w trakcie remontu.
- Park o kompozycji krajobrazowej znajduje się we wschodniej części zespołu pałacowego. Jest to obecnie starodrzew z przewaga lip, zaniedbany. Szczególnie piękna jest aleja lipowa wiodąca z kościoła na cmentarz rodowy, usytuowany za wsią.
- Kościół pierwotnie barokowy (pw. Wniebowzięcia Najświętszej Marii Panny obecnie filialny parafii w Borecznie), wybudowany w 1770 r. przebudowany później stylu neogotyckim (neogotyk angielski). Wnętrza świątyni barokowe, ołtarz z pierwszej połowy XVIII w. Zachowały się dwa mosiężne żyrandole, krzyż ołtarzowy i neogotyckie witraże wykonane w latach 1865–1866, w berlińskiej pracowni Ferdynanda Urlicha. Witraże przedstawiają narodziny i zmartwychwstanie Chrystusa[5]. Znajdują się na nich także nazwiska pierwszych protestanckich proboszczów Jaśkowa: Paula Gryczewskiego (był na parafii w latach 1762–1772), Georga Schwartza (przybył w 1860 r.) i. W XVIII i na początku XIX w. w kościele odprawiono polskie nabożeństwa.
- Obok kościoła znajduje się wieża, w dolnej części murowana z neogotyckimi blendami, w górnej drewniana o konstrukcji słupowej.
- Murowany zajazd z XVIII w., kryty strzechą z dwuspadowym dachem i podcieniem.
- Neoklasycystyczny domek ogrodnika, położony w pobliżu pałacu.

Goła Biel (niem. Kable Wiese) – łąka leżąca około jednego kilometra na północ od majątku Jaśkowo.